# Autry-le-Châtel
Autry-le-Châtel település Franciaországban, Loiret megyében. Lakosainak száma 858 fő (2022. január 1.). Autry-le-Châtel Blancafort, Cernoy-en-Berry, Coullons, Poilly-lez-Gien, Saint-Brisson-sur-Loire, Saint-Firmin-sur-Loire és Saint-Martin-sur-Ocre községekkel határos.

## Népesség
A település népességének változása:
| Lakosok száma | 853  | 937  | 919  | 1050 | 1004 | 973  | 961  | 967  | 931  | 858  |
|               | 1968 | 1982 | 1990 | 2006 | 2013 | 2015 | 2017 | 2019 | 2020 | 2022 |